# شارع سانت أونوريه
يعد امتداد لشارع فوبورج سانت أونوريه. منذ زمن بعيد كان هذا أحد الشوارع المؤدية إلى سوق Les Halles المركزي خارج المدينة، أما الآن سوف تجد التاريخ على طول الطريق مثل الكنائس والشقق التاريخية بالإضافة إلى أسماء بارزة في صناعة الأزياء والتسوق الراقي الانيق والمطاعم الفاخرة.
تم تسميته على اسم كنيسة سانت أونوريه الجماعية  [ بالفرنسية ] الواقعة في العصور القديمة داخل أروقة سانت أونوريه.
يقع الشارع، الذي يقع فيه عدد من المتاحف والمحلات الراقية، بالقرب من Jardin des Tuileries وسوق Saint-Honoré. مثل العديد من الشوارع في قلب باريس ، فرنسا. تم وضع شارع Saint-Honoré ، كما يُعرف الآن، منذ العصور الوسطى أو قبل ذلك.